# Coma Divine Live
Coma Divine Live – koncertowy album zespołu Coma Divine wydany w 2012. Na płycie znajduje się zapis pięciu utworów wykonanych na żywo w Belgii oraz Niemczech w latach 2011-2012. DVD zawiera także materiał "Making of 'Dead End Circle'" z krótką dokumentacją procesu tworzenia albumu oraz sesji zdjęciowej.

## Lista utworów
| #                             | Tytuł                  | Miejsce wykonania            | Kraj   | Rok  |
| ----------------------------- | ---------------------- | ---------------------------- | ------ | ---- |
| 1.                            | Burn, Sister (Live)    | Metal Female Voices Festival | Belgia | 2011 |
| 2.                            | I Remember (Live)      | Metal Female Voices Festival | Belgia | 2011 |
| 3.                            | The Odd One Out (Live) | Das Bett Frankfurt           | Niemcy | 2011 |
| 4.                            | Secret Lover (Live)    | Das Bett Frankfurt           | Niemcy | 2011 |
| 5.                            | Dead End (Live)        | K17 Berlin                   | Niemcy | 2012 |
| + Making of "Dead End Circle" |                        |                              |        |      |